# Nelly Byl
Nelly Antoinette Byl (Sint-Jans-Molenbeek, 25 maart 1919 – Ukkel, 30 november 2011) was een  Belgisch tekstdichter, die honderden liedteksten schreef voor artiesten uit binnen- en buitenland. 
Ze is vooral bekend als tekstschrijver van Will Tura (onder andere kersthitje Alle dagen Kerstmis), Marva (Niemand wil je als je ongelukkig bent, Oempalapapero), Ann Christy, Paul Severs, Jimmy Frey, Robert Cogoi en andere Belgische artiesten.  Via muziekuitgever Jean Kluger kwam ze in contact met Will Tura, voor wie ze bijna alle songteksten schreef. Ze schreef de liedtekst voor tientallen Vlaamse nummer 1-hits, waaronder Zo Mooi, Zo Blond en Zo Alleen en Rozen voor Sandra van Jimmy Frey en Will Tura's Vergeet Barbara en Hopeloos. 
Op internationaal vlak was ze mee verantwoordelijk voor de megahit Que Sera, Mi Vida van The Gibson Brothers, waarvan meer dan vijf miljoen exemplaren werden verkocht, en schreef ze de teksten voor hits van Blackblood (Kiswahili, 1975), Ottawan (Hello Rio!, Shalala Song, 1980-1981), Michael Holm (Leb Wohl, 1980), Amii Stewart (Busy Busy Man en Rocky Woman, 1981) en La Compagnie Créole (Love Is Good For You, 1983).
In 2008 mocht Nelly Byl de muze van Sabam in ontvangst nemen als bekroning voor haar omvangrijke palmares.

## Songteksten voor Belgische artiesten
- Draai 797204, De Zigeuner, Mijn Winterroosje, Als de Zomer Weer Voorbij Zal Zijn, El Bandido, Heimwee Naar Huis, Arme Joe, Viva El Amor, M'n Airhostess, Hopeloos, Vergeet Barbara, De Noorderwind, Twee Verliefde Ogen en andere (Will Tura, 1964)
- On Ne Peut Pas Vivre Sans Amour, On ne peut pas toujours faire plaisir au bon Dieu, Monica (Piccola), Ma Richesse, Si Jamais, Reviens Dans Mes Bras, Si Jamais, Esperanza, Les Diables rouges vont en Espagne, Le Pantin (Robert Cogoi)
- De Maan Houdt de Wacht (Tony Sandler, 1957)
- Addio (Tony Sandler, 1957)
- All right Mamma, Just Because (You Know) (The Cousins, 1965)
- Four sailors back home en You will find an other baby (The Cousins, 1966)
- Geen Wonder Dat Ik Ween (Paul Severs, 1966)
- Zo Mooi, Zo Blond en Zo Alleen (Jimmy Frey, 1968)
- Rode Rozen in de Sneeuw (Marva, 1975)
- Waarom Schrijft Hij Niet (Ann Christy, 1974)
- Rocking Horse, Oh Mon Amour, Bla Bla Bla, Een Schommelpaard Zonder Staart, Ik Mis Hem Zo (Ann Christy, 1975)
- Stille Schreden, Slaap Er Eens Over, Er Is Zoveel Verdriet in de Wereld, Lisa Is Lisa (Ann Christy, 1976)
- Adios (Dana Winner, 1991)
- Ballalaïka's (Dana Winner, 1993)
- Alleen op de Wereld (Willy Sommers, 1992)
- Blauw is de Nacht (Christoff, 2008)

## Songteksten voor buitenlandse artiesten
- Sweetheart, my darling, mijn schat (Caterina Valente, 1959)
- Raak Me Niet Aan (Conny Vandenbos, 1963)
- C'est Pour Toi (Ariane, 1966)
- Help (Get me some help) (Tony Ronald, 1971)
- Help (Nina & Mike, 1973)
- Michaela (Alain Braine, 1973; Gérard Michel, 1973)
- Do You Speak French (Night School, 1977)
- Mon Grand Amour C'est John Travolta (Sandy, 1979)
- In Love Again, All I Ever Want Is You, Because I Love You, Limbo, Mariana, Quartier Latin, que sera mi vida, Rio Brasilia, Sheela, Such a Funky Way (The Gibson Brothers (1979-1983))
- Michèle, Sans Toi (Jeremy)
- Busy Busy Man, Rocky Woman (Amii Stewart, 1981)
- Love Is Good For You (La Compagnie Créole, 1983)
- Gloria (Lolita, 1980)
- Leb Wohl (Michael Holm, 1980)
- Let Me Love You Tonight (Vicky Edimo, 1980)
- Le Bateau Blanc (Sasha Distel, 1980)
- A.I.E. Is My Song, Crazy Music, Doudou la Rumba, Hands Up, Help!Get Me Some Help, It's a Top Secret, Shalala Song, Siesta For Two, Sing Along With The Juke-Box (Ottawan, 1980-1981)
- Une Affair d'Amour (Sheila, 1981)
- Hands Up (The Modern Accordeon Selection, 1981)
- Les Loups Jaloux (Box Office, 1982)
- Tu Me Pompe L'Air (Charlotte Julian, 1986)